# Zatezni vijak
Zatezni vijak, zateznica, stezaljka ili zatezna spojka je vijak koji služi za spajanje i podešavanje dužine i napetosti zateznih štapova ili užeta. Za tu svrhu ima na jednom kraju desni, a na drugom lijevi navoj.